# Parakatianna
Parakatianna är ett släkte av urinsekter. Parakatianna ingår i familjen Katiannidae.
Kladogram enligt Catalogue of Life:
| Parakatianna | \| \| Parakatianna albirubrafrons \| \| \| \| \| \| Parakatianna cortica \| \| \| \| \| \| Parakatianna diversitata \| \| \| \| \| \| Parakatianna hexagona \| \| \| \| \| \| Parakatianna homerica \| \| \| \| \| \| Parakatianna prospina \| \| \| \| \| \| Parakatianna salmoni \| \| \| \| \| \| Parakatianna superba \| \| \| \| |
|              | \| \| Parakatianna albirubrafrons \| \| \| \| \| \| Parakatianna cortica \| \| \| \| \| \| Parakatianna diversitata \| \| \| \| \| \| Parakatianna hexagona \| \| \| \| \| \| Parakatianna homerica \| \| \| \| \| \| Parakatianna prospina \| \| \| \| \| \| Parakatianna salmoni \| \| \| \| \| \| Parakatianna superba \| \| \| \| |
|              | Gisinianus |
|              | |
|              | Katianna |
|              | |
|              | Metakatianna |
|              | |
|              | Polykatianna |
|              | |
|              | Pseudokatianna |
|              | |
|              | Rusekianna |
|              | |
|              | Sminthurinus |
|              | |
|              | Vesicephalus |
|              | |
|              | Parakatianna albirubrafrons |
|              | |
|              | Parakatianna cortica |
|              | |
|              | Parakatianna diversitata |
|              | |
|              | Parakatianna hexagona |
|              | |
|              | Parakatianna homerica |
|              | |
|              | Parakatianna prospina |
|              | |
|              | Parakatianna salmoni |
|              | |
|              | Parakatianna superba |
|              | |

|  | Parakatianna albirubrafrons |
|  |                             |
|  | Parakatianna cortica        |
|  |                             |
|  | Parakatianna diversitata    |
|  |                             |
|  | Parakatianna hexagona       |
|  |                             |
|  | Parakatianna homerica       |
|  |                             |
|  | Parakatianna prospina       |
|  |                             |
|  | Parakatianna salmoni        |
|  |                             |
|  | Parakatianna superba        |
|  |                             |